# 李嘉進 (足球運動員)
李嘉進（Li Ka Chun，1993年9月10日—），生於香港，香港夢想沙龍娛樂文化旗下藝人。現效力港甲球隊東區。
身高不超過165cm

## 早年生活
李嘉進生於香港，於小學六年級參加足球幼苗計劃，機緣遇上啟蒙教練吳明中，而在他循循善誘下不斷進步，後來他乾脆就讀由吳明中執教的聖芳濟各書院，首度角逐學界精英賽，並在中一時參加由政府舉辦的青少年足球訓練計劃，更於2009年獲選計劃最有價值球員，到2007年被傑志教練高志超發掘，安排他加盟傑志青年軍，接受專業足球訓練，繼而得到香港青年隊青睞，經歷5年的學界足球精英賽後，他在2009年帶領校隊晉身學界精英賽決賽，最終卻屈居亞軍，而他於2010年轉到有職業足球員銜接課程的董之英紀念中學就讀。

## 球員生涯
李嘉進於2008年與傑志簽約為學徒球員，展開甲組球員生涯，並於2010年7月與學徒球員顏樂楓被教練及傑志賞識，送往到西丙球會阿姆坡斯塔操練一個月，到2011年6月外借到甲組地區球會天水圍飛馬，並在10月30日對標準流浪的高級組銀牌八強，取得首個甲組入球，協助飛馬以5–0勝出，到2012年7月離開母會與甲組球會標準流浪簽約。
再於2014年6月轉會東方，到2014年8月他外借到港超聯球會和富大埔，並於10月4日對元朗的聯賽，取得加盟後的首個入球可是，結果大埔以1–2落敗，到2015年7月外借到港超聯球會夢想駿其，並於2016年1月22日對南華的菁英盃8強，取得加盟後的首個入球，可是結果駿其以1–3落敗，
直到2016年8月，李嘉進回歸東方龍獅，更2017年1月7日首度為東方在正式賽事上陣，兼踢足全場更貢獻一助攻，協助東方以7–0擊敗港會，其後他於2月12日對R&F富力的菁英盃8強，取得加盟後的首個入球，協助東方大勝7–1，到2017年7月外借到新成立的港超聯球會夢想FC，並於12月31日對理文的足總盃首圈，取得加盟後的首個入球，可是結果夢想以1–3落敗，結果，李嘉進於2018年5月13日戰罷對標準流浪後，正式結束職業業球員生涯。

## 演藝事業
於2015年夏天，李嘉進獲前東方會長黎展維安排在夢想沙龍娛樂文化有限公司學演戲，而當初學演戲原本是為拍電影，但因為公司計劃有變，反而讓他接觸難度更高的舞台劇，而他在2016年正式成為夢想沙龍娛樂文化旗下藝人，更首度參演舞台劇《君子街，淑女拳》擔任男配角的機會，再在同年參與電影「江湖悲劇」及「今晚打喪屍」，到2017年參與師妹黃意雅首支派台作品《失散》MV演出及參與電影「醉爆閨蜜」。

## 榮譽
東方龍獅
- 香港社區盃冠軍（2016年）
- 香港足總盃冠軍（2013–14季度）

香港代表隊
- 港澳埠際賽冠軍（2013年）

## 外部連結
- 香港足球總會球員註冊資料 （页面存档备份，存于）